# Vörös western
A vörös western a westernfilm műfajának európai ágához, az ún. easternhez tartozik. Ezeket a westernfilmeket a keleti blokk országaiban, Csehszlovákiában, a Szovjetunióban, az NDK-ban és Jugoszláviában forgatták (a „vörösök”), ezért lett a western ezen alműfajának meghatározása a „vörös”. Legszebb példája ennek a Gojko Mitić-féle Winnetou-filmek.
Sokan a vörös westernt a Szovjetunióban megteremtődött easternhez sorolják, bár annak műfaja és a western között gyökeres eltérések vannak helyszínek, időpont, cselekményszövés, illetve megjelenés szempontjából. Az eastern ugyan kölcsönzi a westernek stíluselemeit, de a westernnel ellentétben a kelet-európai vidékek világát mint az orosz sztyeppék és azok magányos hőseit mutatja be, addig az igazi vörös westernek lényegében megegyeznek az amerikai westernekkel. Ám mivel kelet-európai alkotások, ezért számítanak az eastern kategóriájába.

Westerneket először Európában az olaszok és spanyolok forgattak az 1960-as évek elején. A műfajt igen hamar a vasfüggöny másik oldalán levő országok is átvették, főleg azután, hogy a keleti blokk és a nyugati világ közötti hidegháborús feszültségben enyhülés állt be.
1964-ben a cseh Oldřich Lipský elkészítette a Limonádé Joe című csehszlovák westernt, ezt követően nyugatnémet–jugoszláv, olykor olasz koprodukcióban is jelentkeztek a Winnetou-filmek, a szerb Gojko Mitić főszereplésével. Ezek többnyire Jugoszláviában készültek, és néhány olasz színész is közreműködött bennük, mint az akkor még saját Mario Girotti nevén játszó Terence Hill.
Később további orosz, ill. jugoszláv westerneket forgattak, közülük a Cselovek sz bulvara Kapucinov c. lényegében komikus alkotás számít igazán nagy klasszikus orosz westernnek. Rajta kívül figyelemre méltó még a szintén orosz A fejnélküli lovas c. 1972-es film Oleg Boriszovics Vidovval a főszerepben.
Ezek a westernfilmek többnyire az amerikai westernek stílusát követik, a főhősök makulátlan, tiszta erkölcsű személyek, akiket az ottani filmélet legkedveltebb művészei alakítanak, szemben a spagettiwesternek „piszkos hősei”-vel, akiknek rendkívül sötét a múltjuk. Mégsem tekinthetők azonban utánzatoknak, mivel nem annyira a fegyveres összecsapásokra, vagy a kalandokra helyeződik a hangsúly.
A tiszta jellemek ábrázolása egyébként megegyezik a szocialista ideológia elvárásaival is, mely előszeretettel hangoztatta a jó és a rossz harcát, amelyet a kisemberekkel és a kapitalista tőkésekkel, mágnásokkal azonosítanak. A Limonádé Joe-ban például egy alkoholmágnás nagy hasznot húz a whisky árusításából, amíg meg nem érkezik az egyszerű vándorló igazságosztó Joe, aki az egészségesebb limonádé fogyasztását hirdeti a whisky helyett. Ezekben a jellemekben felismerhető a szocialista ideológusok által is megjelölt két antagonisztikus osztály.
A vörös westernek nyugodtabb légkörben játszódnak, olykor humorosak, bár megjelenik bennük a fekete humor is.
A westernfilmek alkonyával és főleg a szocializmus bukásával a vörös westernek és easternek ideje is lejárt. Viszont fontos érdemük az olasz, csehszlovák, orosz és jugoszláv vadnyugati filmeknek, hogy a western életét meg tudták hosszabbítani, mivel több mint félévszázados tündöklés után az 1960-as évekre a western csillaga már leáldozóban volt, míg végül teljesen bealkonyult neki.

## Fordítás
- Ez a szócikk részben vagy egészben  a   Red_western című angol Wikipédia-szócikk fordításán alapul.  Az eredeti cikk szerkesztőit annak laptörténete sorolja fel. Ez a jelzés csupán a megfogalmazás eredetét és a szerzői jogokat jelzi, nem szolgál a cikkben szereplő információk forrásmegjelöléseként.